# Lawasz

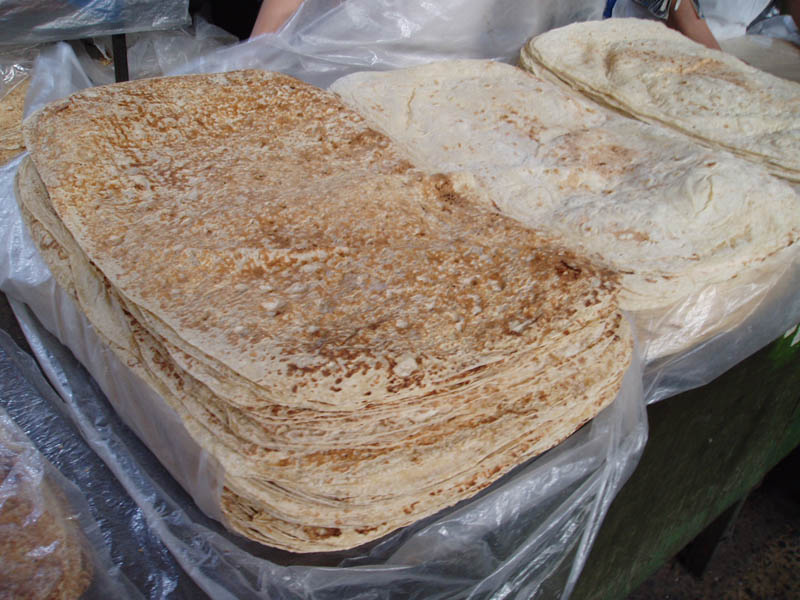
Lawasz na erywańskim targowisku

Lawasz (orm. լավաշ, pers. ‏لواش‎, azer., tur. lavaş, ros. лаваш) – tradycyjny ormiański chleb pochodzący z Zakaukazia i Wyżyny Armeńskiej.
W 2014 roku lawasz jako element kultury Armenii został wpisany na listę niematerialnego dziedzictwa UNESCO.

## Opis
Odgrywa szczególnie ważną rolę w kuchni ormiańskiej. Znany jest także w Iranie, Gruzji, Azerbejżanie, na Krymie i niektórych rejonach Turcji, a także w Libanie i Syrii.
Tradycyjny lawasz jest wypiekany w tonirze – glinianym piecu o stożkowatym kształcie, zagłębionym w podłodze.
Tradycyjne ciasto przygotowuje się z mąki pszennej, wody i soli. Do mąki, wody i soli dodaje się zakwas. Współcześnie stosowane są też czasem drożdże. Po wyrośnięciu ciasto dzieli się na kawałki po ok. 200–300 g. Potem rozciąga się je (lub rozwałkowuje) na cienkie placki o wymiarach 30 × 60 cm i grubości ok. 1,5 milimetra. Następnie placki nakładane są na specjalną owalną formę w kształcie wałka – tzw. batat. Bataty z ciastem szybkim ruchem przykłada się do rozgrzanych ścian pieca, a placki przyklejają się do ścian. Pieczenie trwa od 30 sekund do jednej minuty.
Wypiekiem zajmują się kobiety, mężczyźni stawiają piece i konstruują narzędzia. Kobiety wypiekają lawasz zbiorowo, przy czym obowiązuje podział pracy przypominający pracę przy taśmie – jedna kobieta wyrabia ciasto, druga je rozciąga i formuje placki, trzecia przykleja placki do ścian pieca a czwarta – najbardziej doświadczona – decyduje, kiedy lawasz jest upieczony i wyciąga go z pieca przy pomocy specjalnego długiego metalowego narzędzia.
Tak upieczony chleb można przechowywać do sześciu miesięcy. Jesienią Ormianie wypiekali duże ilości chleba na zimę – suszono go, układano w stosy i przykrywano tkaniną. Chleb odzyskiwał miękkość po zmoczeniu wodą i odstaniu pół godziny pod przykryciem.
Lawasz podawany jest do każdego posiłku. Zawija się w niego kawałki mięsa, ser i warzywa.

## Lawasz w kulturze
W tradycji ludowej lawasz ma moc niszczenia zła, ściągania obfitości i oczyszczania domostw.
Pełni funkcję obrzędową podczas wesel – nakładany jest na ramiona panny młodej i pana młodego w celu zapewnienia pomyślności i płodności. Tradycja ta zakorzeniona jest w micie o ślubie boga ognia Vahagna z boginią miłości Astghik. Aramazd (odpowiednik zaratusztriańskiego Ormuzda) – ojciec wszystkich bogów i bogiń, twórca nieba i ziemi – położył na ramionach Astghik biały lawasz. W drodze do domu pana młodego lawasz spadł, a Astghik, przejęta ślubem, nic nie zauważyła. Rozgniewało to bardzo Aramazda, który oznajmił, że ta, która upuszcza lawasz na ziemię, nigdy nie będzie żoną i matką. Ślub został przerwany, a Astghik i Vahagn pozostali kochankami.